# Stefano De Matteis
Stefano De Matteis (...) è un antropologo e saggista italiano.

## Biografia
Abilitato full professor dal dicembre 2013, si è occupato di rappresentazioni simboliche, pratiche performative e processi rituali. Ha dedicato ricerche alla cultura popolare, alla religiosità e alla devozione: da Antropologia delle anime in pena (scritto con Marino Niola) fino alla Madonna degli esclusi (2011) e a Mezzogiorno di fede. Il rito tra esperienza, memoria e storia (2013).
Le sue prime ricerche riguardano le classi popolari e utilizzano lo spettacolo (dal teatro di sceneggiata al varietà, dai burattini e marionette al teatro di Raffaele Viviani e Eduardo De Filippo, ma anche le feste popolari e i riti) come strumento d'indagine della cultura delle classi subalterne o del cosiddetto proletariato marginale. La prima inchiesta del 1980 raccontava la storia d'Italia del Novecento vista “dal basso” attraverso il teatro delle classi popolari: Follie del varietà (edito da Feltrinelli).
L'interesse per la teatralità viene a coniugarsi con i lavori di Erving Goffman, Clifford Geertz e Victor Turner per arrivare ad analizzare la recitazione nella vita quotidiana utilizzando come campo di ricerca Napoli, la città del teatro per eccellenza, sia per la quantità di attori sia per la qualità di elaborazioni teatrali ad essa ispirate, e che vive e si alimenta dello stereotipo della città dove tutti recitano. Su Napoli ha scritto Lo specchio della vita edito dalla casa editrice il Mulino nel 1991 e Napoli in scena. Antropologia della città del teatro per Donzelli nel 2012.
Gli approfondimenti successivi riguardano le analisi di rituali come quelli dedicati alle anime del purgatorio o il più grande culto mariano che ancora si realizza in Campania, dedicato alla Madonna dell'Arco.
Ha diretto la collana di antropologia Mnemosyne ed è stato tra i fondatori delle “Opere di Ernesto de Martino” dove ha curato la nuova edizione di Naturalismo e storicismo nell’etnologia. Dal 1999 è direttore editoriale de l’ancora del mediterraneo per la saggistica pubblicando antropologia, storia e scienze sociali, memorie e biografie, inchieste e non fiction.
È stato consulente e collaboratore di numerose case editrici: ha tradotto, curato e pubblicato le opere di Victor Turner, diffondendo in Italia l'antropologia della performance e l'antropologia dell'esperienza. Per l’edizione italiana delle opere di Victor Turner ha curato Dal rito al teatro, Antropologia della performance e Antropologia dell’esperienza (il Mulino 2014).
Ultimo lavoro pubblicato è una ricerca sulla "postglobalizzazione": Le false libertà.
Ha insegnato all'Università di Urbino e poi a Salerno dove ha diretto fino al 2018 il Laboratorio di antropologia Annabella Rossi fondato da Paolo Apolito.
Attualmente è professore di Antropologia culturale e di Antropologia delle performance e delle rappresentazioni culturali all'Università di Roma Tre.
È professore invitato alla Pontificia Università Gregoriana dove insegna Ethnographic Studies and Methods e Antropologia delle religioni.
È stato autore del programma radiofonico Ernesto de Martino tra magia e civiltà (in sei puntate per Radio 3, 2015).

## Opere principali
- Lo specchio della vita, Bologna, il Mulino 1991.
- Antropologia delle anime in pena, con Marino Niola, Lecce, Argo, 1993.
- Echi lontani, incerte presenze. Victor Turner e le questioni dell'antropologia contemporanea, Quaderni dell'Istituto di Filosofia, Urbino, Montefeltro, 1995.
- Il teatro delle varietà. Lo spettacolo popolare in Italia, Firenze, La Casa Usher, 2008.
- La Madonna degli esclusi. Un'indagine su una cultura locale a partire dagli aspetti rappresentativi e performativi di un'azione rituale, Napoli, M. D'Auria editore, 2011.
- Napoli in scena. Antropologia della città del teatro, Roma, Donzelli, 2102.
- Mezzogiorno di fede. Il rito tra esperienza, memoria e storia, Napoli, M. D'Auria editore, 2013.
- Il leone che cancella con la coda le tracce. L'itinerario intellettuale di Ernesto de Martino, Napoli, d'if, 2016.
- Le false libertà. Verso la postglobalizzazione, Milano, Meltemi, 2017.
- Café-chantant. personaggi e interpreti, di Rodolfo De Angelis, a cura di, Bologna, Cue Press, 2019 [ristampa edizione 1984]. ISBN 9788855100021.
- Elogio al disordine di Louis Jouvet, a cura di, traduzione di Brunella Torresin, Bologna, Cue Press, 2020 [ristampa edizione 1994]. ISBN 9788899737313.
- Il dilemma dell'aragosta, la forza della vulnerabilità, Milano, Meltemi, 2021 ISBN 9788855194655.
- Gli sciamani non ci salveranno, Milano, elèuthera, 2023 ISBN 9788833022314.